# Gare de Falconwood
La gare de Falconwood (en anglais : Falconwood railway station), est une gare ferroviaire de la Bexleyheath line (en), en zone 4 Travelcard. Elle  est située sur la Lingfield Crescent à Falconwood, dans le borough londonien de Bexley, sur le chantier du Grand Londres.
C'est une gare Network Rail desservie par des trains Southeastern.

## Situation ferroviaire
Établie à 69 mètres d'altitude, La gare de Falconwood est située sur la Bexleyheath line (en), entre les gares d'Eltham, en direction du terminus Lewisham, et de Welling, en direction du terminus gare de Dartford (en). Elle dispose de deux voies encadrées par deux quais latéraux.

Plans : de la ligne et du réseau des transports à Londres
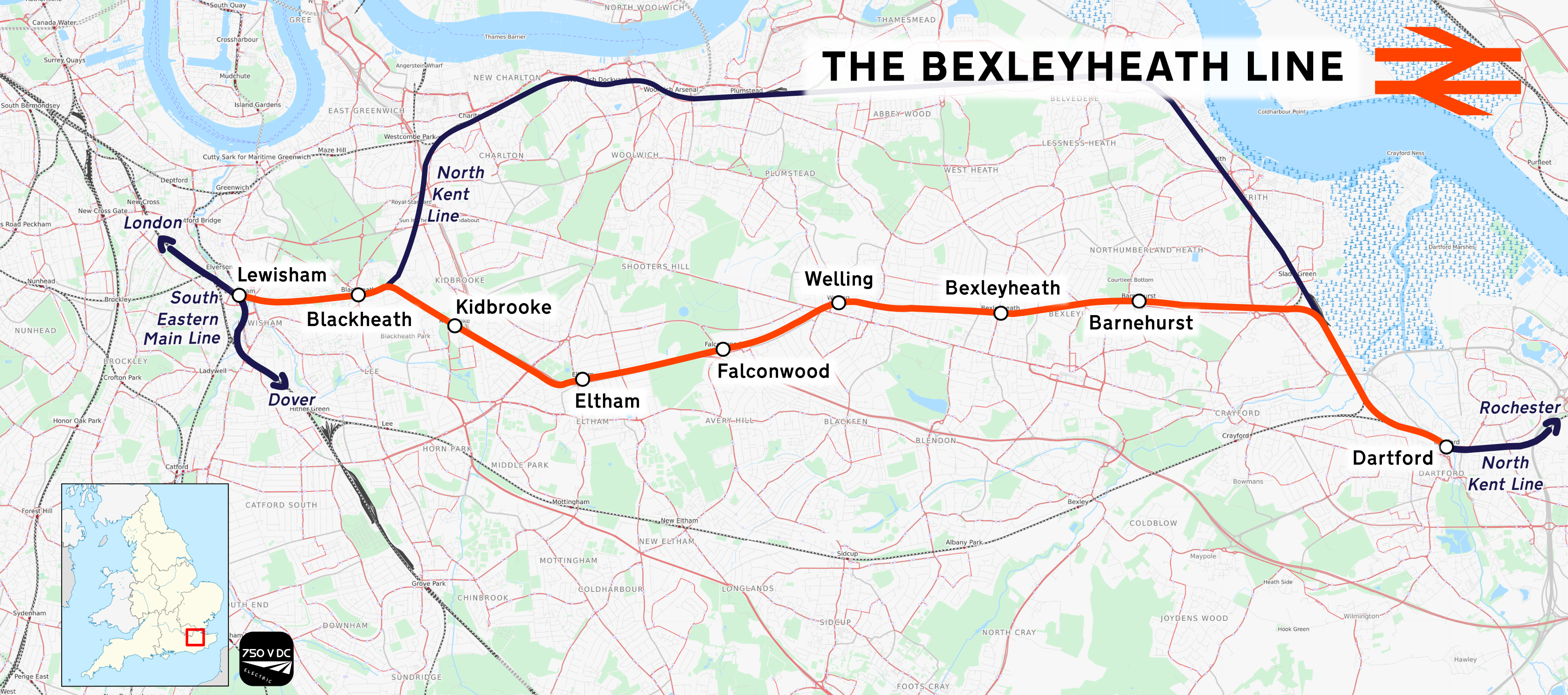
Bexleyheath line.
Réseaux de Londres.

## Histoire
La gare de Falconwood est mise en service le 1er janvier 1936.

## Service des voyageurs

### Accueil
La gare dispose d'une entrée principale sur la Lingfield Crescent à Falconwood.

### Desserte
La gare de Falconwood est desservie par : des trains Southeastern en provenance ou à destination des gares de : Cannon Street, Charing Cross, Dartford, Londres-Victoria et Woolwich Arsenal.

Installations et desserte
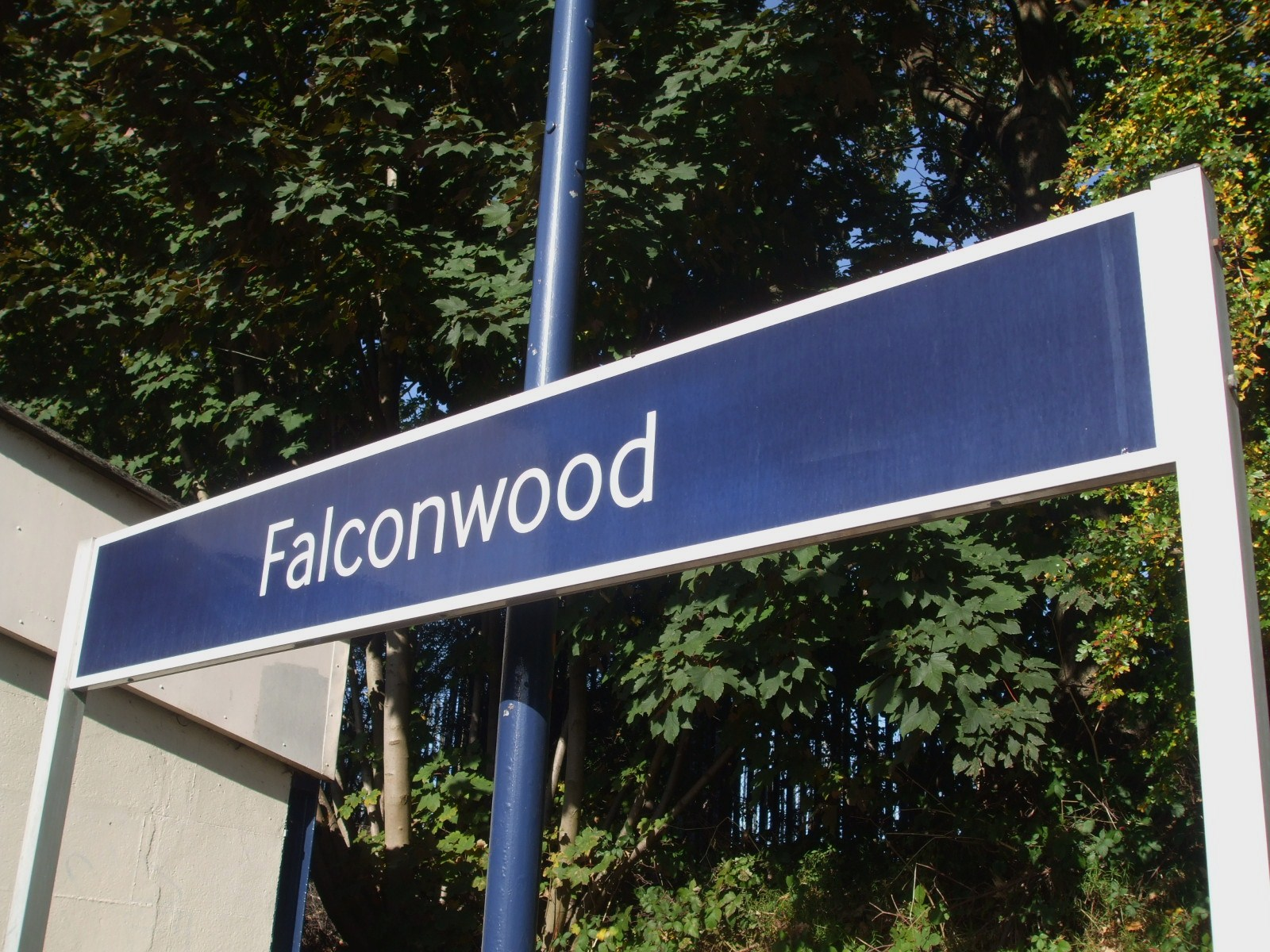
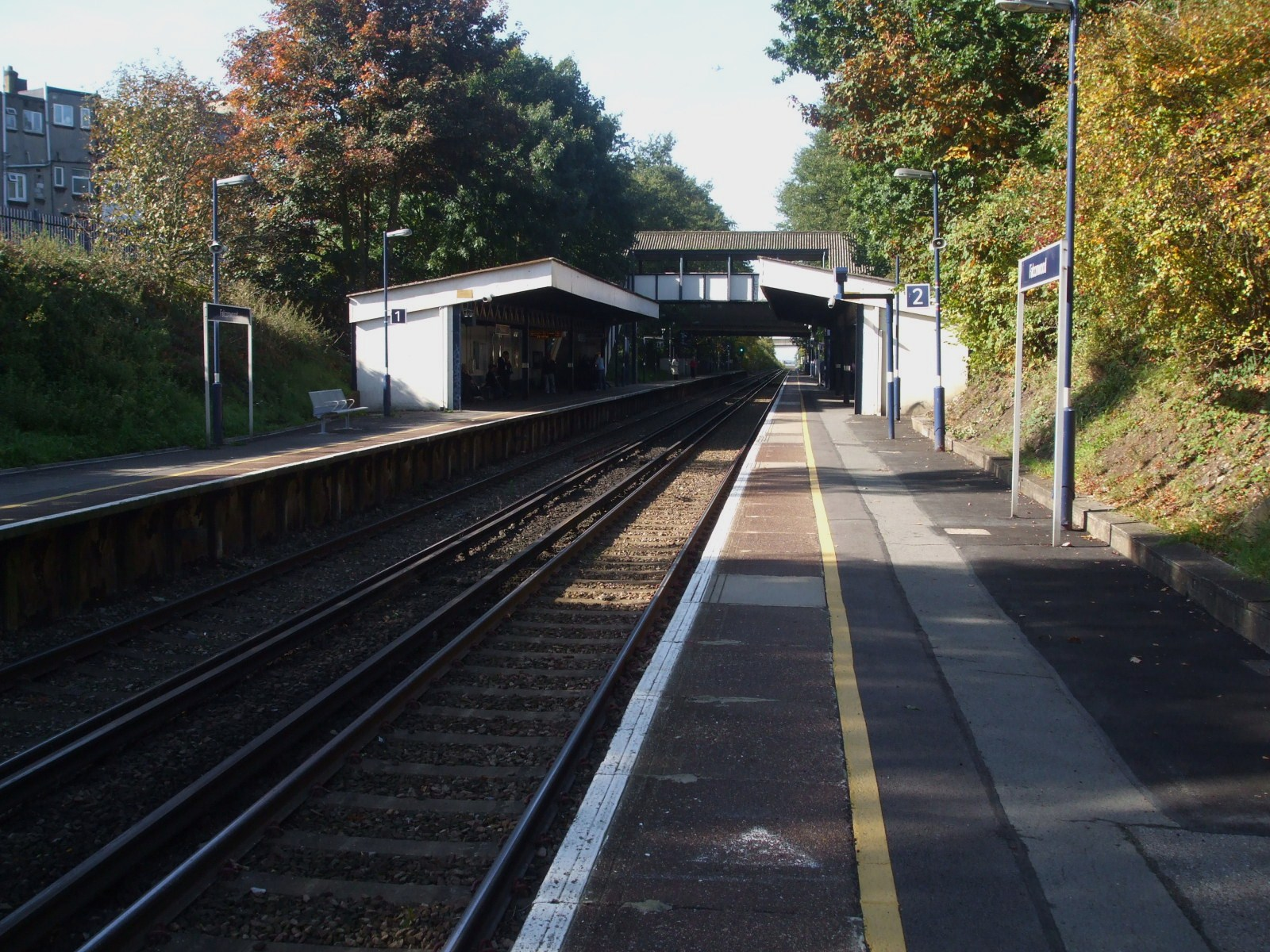
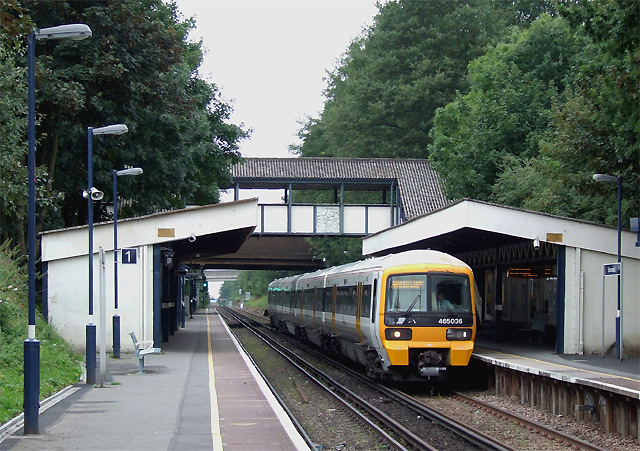
2008.

### Intermodalité
Elle est desservie par des autobus de Londres des lignes : 624, 658 et B16.